# Ulović
Ulović är ett samhälle i Bosnien och Hercegovina.   Det ligger i distriktet Brčko, i den nordöstra delen av landet, 110 km norr om huvudstaden Sarajevo. Ulović ligger 101 meter över havet och antalet invånare är 912.
Terrängen runt Ulović är platt, och sluttar norrut. Närmaste större samhälle är Brčko, 7,4 km öster om Ulović. 
Omgivningarna runt Ulović är en mosaik av jordbruksmark och naturlig växtlighet. Runt Ulović är det ganska tätbefolkat, med 100 invånare per kvadratkilometer.